# 부여초등학교
부여초등학교(扶餘初等學校)는 대한민국 충청남도 부여군 부여읍 쌍북리에 있는 공립 초등학교로, 아직 일제 강점기 시대 초엽이던 1911년 9월 1일에 충남부여공립보통학교로 처음 개교하였다.

## 학교 연혁
| 1911년 | 9월 1일   | 부여공립보통학교(4년제) 개교(설립인가 7월 20일) |
| 1938년 | 4월 1일   | 부여부소공립심상소학교로 개칭                   |
| 1941년 | 4월 1일   | 부여부소공립국민학교로 개칭                     |
| 1943년 | 4월 1일   | 송간분교장 분리                                 |
| 1945년 | 9월 1일   | 부여국민학교로 교명 변경                        |
| 1956년 | 4월 29일  | 염창분교장 분리                                 |
| 1959년 | 3월 1일   | 백제국민학교 분리 인가                          |
| 1981년 | 3월 1일   | 병설유치원 개설                                 |
| 1996년 | 3월 1일   | 부여초등학교로 교명 변경                        |
| 1996년 | 7월 13일  | 학생 문화 체육관 준공                           |
| 1998년 | 11월 18일 | 본관 18교실 증축                                |
| 1999년 | 3월 1일   | 부양분교장 본교 편입                            |
| 2002년 | 9월 1일   | 부여유치원 단설 분리                            |
| 2007년 | 2월 28일  | 부양분교장 병합                                 |
| 2011년 | 3월 1일   | 제36대 윤용인 교장 취임                         |
| 2013년 | 2월 15일  | 제98회 졸업 (총 졸업생 15,344명)                |
| 2013년 | 3월 1일   | 초등 31학급(특수 2학급 포함)                    |
| 2015년 | 2월 12일  | 제100회 졸업식                                  |
| 2015년 | 3월 2일   | 제37대 강선모 교장 취임                         |
| 2015년 | 3월 2일   | 초등 31학급 편성(특수 2학급 포함)               |
| 2016년 | 2월 10일  | 제101회 졸업식                                  |
| 2017년 | 3월 2일   | 초등 28학급 편성(특수 2학급 포함)               |

## 참고 자료
- 부여초등학교 - 한국교육학술정보원 학교알리미